# Michael Stocklasa
Michael Stocklasa, (*Triesen, Liechtenstein, 2 de diciembre de 1980) es un exfutbolista internacional liechtensteiniano. Se desempeñaba en posición de defensa central y su último equipo fue el USV Eschen/Mauren, de la 1. Liga de Suiza, club con el que había debutado y en el que disputó su último encuentro el 9 de junio de 2012. Es hermano del también internacional Martin Stocklasa.

## Selección nacional
Fue internacional con la Selección de fútbol de Liechtenstein en setenta ocasiones, desde 1998 hasta 2012, consiguiendo dos goles. Vistió por última vez la camiseta del combinado nacional el 29 de febrero de 2012 en un partido amistoso, celebrado en Ta' Qali, frente a Malta que finalizó 2-1 a favor de los locales. Posteriormente el 12 de octubre de 2012 fue homenajeado, por la Asociación de Fútbol de Liechtenstein, en la previa de un encuentro de clasificación para el Mundial celebrado en el Rheinpark Stadion.

### Goles como internacional
| # | Fecha      | Lugar                                   | Rival     | Gol | Resultado | Competición                         |
| - | ---------- | --------------------------------------- | --------- | --- | --------- | ----------------------------------- |
| 1 | 8-09-2002  | Rheinpark Stadion, Vaduz, Liechtenstein | Macedonia | 1-1 | 1-1       | Clasificación para la Eurocopa 2004 |
| 2 | 11-08-2010 | Laugardalsvöllur, Reikiavik, Islandia   | Islandia  | 1-1 | 1-1       | Amistoso                            |

## Clubes
| Club                | País          | Temporadas          |
| ------------------- | ------------- | ------------------- |
| USV Eschen/Mauren   | Liechtenstein | 1997/98             |
| Fussball Club Vaduz | Liechtenstein | 1998/99 a 1999/2000 |
| FC Winterthur       | Suiza         | 2000/01             |
| FC Baden            | Suiza         | 2000/01 a 2001/02   |
| Fussball Club Vaduz | Liechtenstein | 2002/03 a 2005/06   |
| USV Eschen/Mauren   | Liechtenstein | 2006/07 a 2011/12   |

## Palmarés

### Campeonatos nacionales
| Título                    | Club                                   | País          | Año                                      |
| ------------------------- | -------------------------------------- | ------------- | ---------------------------------------- |
| Copa de Liechtenstein (7) | Fussball Club Vaduz, USV Eschen/Mauren | Liechtenstein | 1999, 2000, 2003, 2004, 2005, 2006, 2012 |